# Elena Radionova
Elena Igorevna Radionova (em russo:  Елена Игоревна Радионова; Moscou, 6 de janeiro de 1999) é uma patinadora artística russa. Ela é a campeã do Campeonato Nacional Russo 2015, medalhista de bronze no Mundial de 2015, medalhista de prata no Europeu de 2015, medalhista de prata no GPF 2014 e medalhista de bronze no GPF 2015. Ela também venceu dois Campeonatos Mundiais de Patinação no Gelo Júnior (2013 e 2014) – sendo a única bicampeã na categoria feminina – além de ganhar a final do Grand Prix Júnior. Ela foi recordista mundial na categoria júnior para pontuação do programa livre e pontuação total, superada por Polina Tsurkaya no JGPF 2015.

## Vida Pessoal
Elena nasceu e reside em Moscou. Ela é a filha única em sua família. Seus hobbies incluem dançar, composição musical e cantar.

## Carreira

### Anos iniciais
O pai de Elena a colocou na patinação com três anos e nove meses, para fortalecer suas pernas. Desde os quatro anos, ela é treinada por Inna Goncharenko no clube de patinação CSKA Moscow 
Na temporada 2010–2011, Radionova ficou em quarto lugar no campeonato nacional júnior de 2011. Ela ganhou a competição infantil do Zhuk Memorial.
Na temporada 2011–2012, Radionova competiu pela primeira vez no nível sênior do campeonato nacional, em 2012, terminando em quinto lugar, e depois ganhando a medalha de bronze no nível júnior. Sem idade para competir no nível júnior em eventos oficiais da ISU, Elena competiu no nível noviça no Triglav Trophy em 2012, ficando com o ouro.

### Temporada 2012–2013
Na temporada 2012–2013, Radionova fez sua estreia no ISU Junior Grand Prix 2012, ganhando ambos os seus eventos na França e Áustria. Ela se qualificou para a final onde conquistou novamente o ouro, com uma vantagem de mais de onze pontos à frente do segundo lugar.
No campeonato nacional, Radionova ficou com a prata no nível sênior e o ouro júnior. Radionova ficou em quinto lugar no programa curto e em primeiro no livre no Campeonato Mundial Júnior de Patinação de 2013 em Milão, na Itália. Ela ganhou o ouro enquanto Yulia Lipnitskaya ficou com a prata e Anna Pogorilaya com o bronze — resultando em um pódio totalmente russo. Radionova ganhou novamente o ouro na categoria júnior do Triglav Trophy de 2013.

### Temporada 2013–2014
Em uma entrevista na pré-temporada, Elena disse: "Não acho que eu seja essa grande atleta, que tenha ganhado tanto. Só ganhei uma categoria pequena, na júnior. Na verdade, existem competições muito mais sérias e difíceis. Não sinto nenhuma pressão ainda, só acho que deva trabalhar cada vez mais intensamente, pois não há limite para a perfeição"
Radionova estreou na categoria sênior no cenário internacional no Nebelhorn Trophy de 2013. Finalizando ambos os programas em primeiro, ela ganhou ouro com uma margem de mais de 25 pontos sobre a bicampeã mundial Miki Ando. O Skate America de 2013 foi o primeiro GP de Radionova como sênior, no qual ela ganhou bronze, e depois o NHK Trophy, no qual ela ficou com a prata. Seus resultados a qualificaram para a final do Grand Prix no qual ela ficou em quarto lugar.
Elena ficou com o bronze no campeonato nacional russo de 2014. Apesar de não competir no nível júnior por conta de uma lesão, ela foi adicionada ao time que disputou o Campeonato Mundial Júnior de Patinação de 2014. No evento, Radionova tornou-se a primeira bicampeã na categoria júnior feminina, além de bater os recorde estabelecidos por Yulia Lipnitskaia na categoria, com uma pontuação total de 194,29 (66,90 no programa curto e 127,39 no programa livre), tornando-se a atual detentora do recorde.

### Temporada 2014–2015
Elena marcou sua estreia na temporada com o primeiro lugar no programa livre no Japan Open de 2014, ajudando a equipe europeia a conquistar a medalha de ouro. Elena ganhou ambos os seus eventos Grand Prix da temporada sendo a única atleta de sua categoria a se classificar com 30 pontos para a final, e a primeira a quebrar a pontuação combinada de 200 na temporada, marcando um novo recorde pessoal. Seus eventos no Grand Prix 2014 foram o Skate America, nos Estados Unidos, e o Trophée Éric Bompard. No Skate America, Radionova ficou em segundo lugar no programa curto, primeiro no programa livre e ganhou a medalha de ouro com uma margem de 5,85 pontos sobre a compatriota Elizaveta Tuktamysheva. No Trophée Bompard, Radionova ganhou ouro novamente e estabeleceu seu novo recorde pessoal. Com um total de 203,92 pontos, ela foi a primeira patinadora feminina a quebrar a barreira dos 200 pontos na temporada. Seus resultados a qualificaram para a Final do Grand Prix em Barcelona. Apesar de ter tempo de treino reduzido devido a uma febre, ela ficou com a prata, atrás de Tuktamysheva. No Campeonato Nacional Russo de 2015 ela ficou em primeiro lugar em ambos os segmentos, ganhando seu primeiro ouro nacional sênior e se qualificando para o time russo do Campeonato Europeu 2015, onde ficou com a prata após ganhar o programa curto e ficar em segundo no livre, mantendo sua vaga garantida para o time do mundial. Durante o Campeonato Mundial de 2015, ela alegou que, apesar de ter contraído uma virose es estar se sentindo fraca, competiria mesmo assim. Com a 2ª posição no programa curto (69,51 pontos) e 6ª no livre (121,96 pontos) ela garantiu seu bronze na sua estreia na competição com uma pontuação total de 191,47. Com seus resultados notáveis, foi selecionada para a competição pós-temporada do Mundial por Equipes, onde ajudou seu país a conquistar a prata, atrás do time estadunidense.

### Temporada 2015-16
Relatando uma lesão nos quadris e virose, Elena Radionova desistiu de sua primeira competição da temporada, o Finland Trophy. Apesar de não ter se recuperado completamente e com sua treinadora Inna Goncharenko hospitalizada, Elena competiu no seu primeiro Grand Prix do ano, a Cup of China, conquistando o bronze. Duas semanas depois, venceu Rostelecom Cup, conquistando novos recordes pessoais, liderando um pódio totalmente russo na competição pela primeira vez em quinze anos.
Com esses resultados, Radionova foi qualificada para a Final do Grand Prix em Barcelona, ficando em terceiro lugar com uma pontuação combinada de 201.13 pontos.

## Programas
| Temporada | Programa curto | Programa livre                                                                                                  | Exibição de gala |
| --------- | --- | --- | --- |
| 2016-2017 | coreografado por Shae-Lynn Bourne | | |

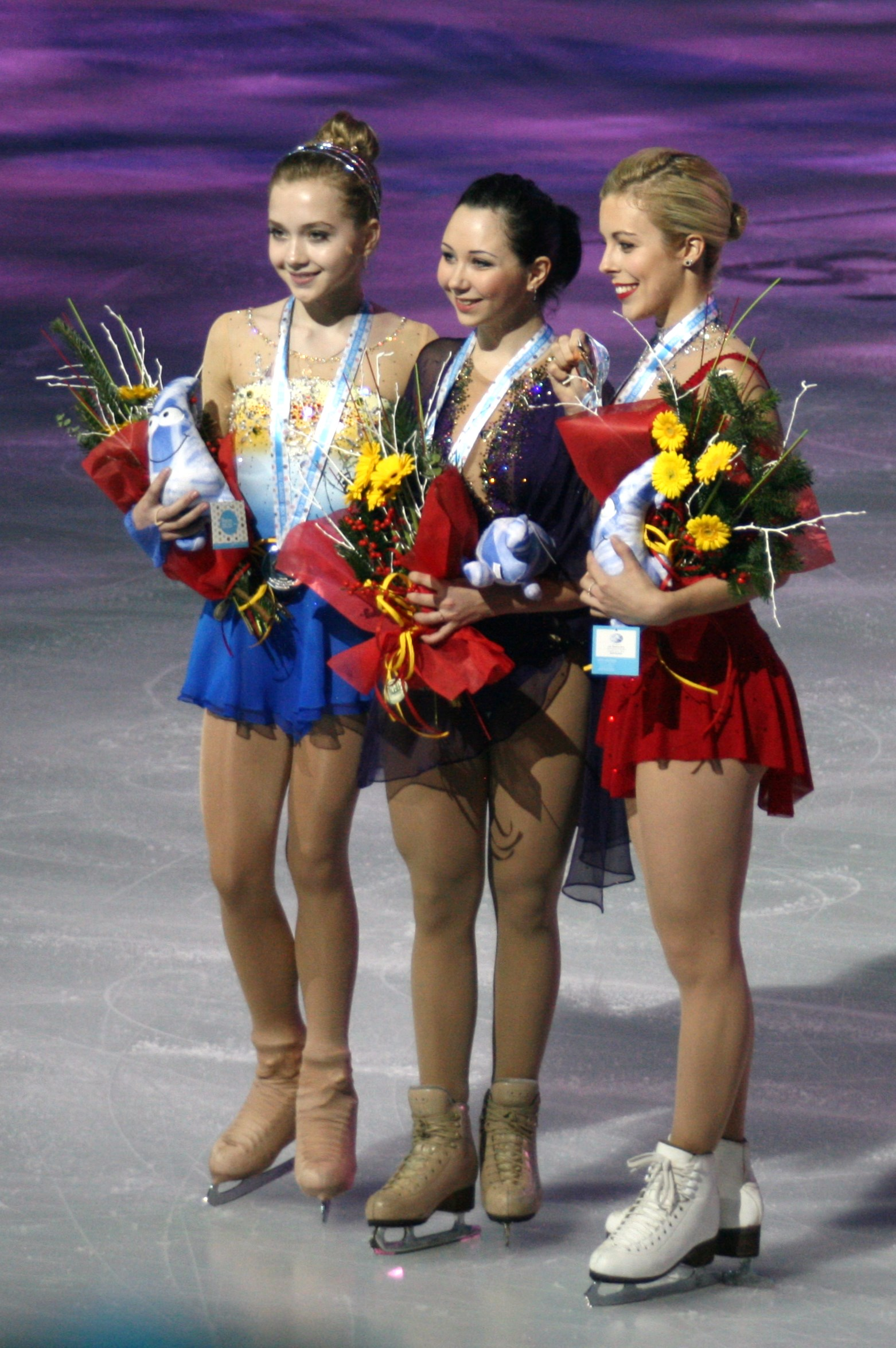
Radionova no pódio da final do GP 2014-15

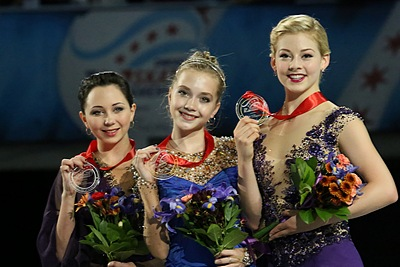
Radionova no pódio do Skate America 2014

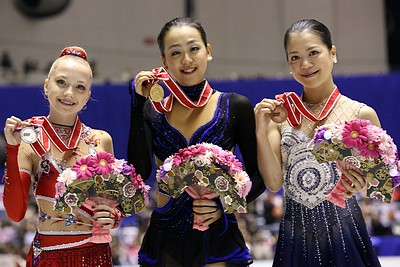
Radionova no pódio do NHK Trophy 2013

| 2015–2016 | Je t'aime coreografado por Nikolai Morozov | Titanic coreografado por Nikolai Morozov                                                                        | Imagine ______________________________ Worth It de Fifth Harmony                                                          |
| 2014–2015 | - De mi vera te fuistes (Seguiriyas) de Pepe Romero - Ain't It Funny de Jennifer Lopez                                                                                        | - Piano Concerto No. 3 de Sergei Rachmaninoff - Trio Elegiaque No. 2 de Sergei Rachmaninoff                     | - O Guarda-Costas de Whitney Houston - Amies - Enemies de Nâdiya - I Will Always Love You (a cappella) de Whitney Houston |
| 2013–2014 | - Nero (trilha sonora de Anna Karenina) de Two Steps from Hell coreografado por Ilia Averbukh, Elena Maslennikova                                                             | - Frida de Elliot Goldenthal coreografado Ilia Averbukh, Elena Maslennikova                                     | - Korobeiniki - Zombie Dance coreografada por Elena Maslennikova                                                          |
| 2012–2013 | - Carmenita Lounging de Claude Challe - The Diva Dance (de The Fifth Element) versão de Inva Mula                                                                             | - And Finally I Love You (em russo: И всё-таки я люблю…) de Dmitry Malikov - The Country of Deaf de Alexei Aygi | - Rolling in the Deep de Adele                                                                                            |
| 2011–2012 | - Carmenita Lounging de Claude Challe - The Diva Dance (de The Fifth Element) versão de Inva Mula                                                                             | - Pulmón de Bajofondo - Sentimientos de Andres Linetzky, Ernesto Romeo                                          | |
| 2010–2011 | - The Blue Kerchief / Sinii Platochek (em russo: Синий платочек) de Jerzy Petersburski versão de Jozsef Lendvay - Dorogoi dlinnoyu (em russo: Дорогой длинною) de Boris Fomin | - Pulmón de Bajofondo - Sentimientos de Andres Linetzky, Ernesto Romeo                                          | - The Blue Kerchief |
| 2009–2010 | | - Aliscia de Richard Clayderman                                                                                 | |

## Principais resultados
| Resultados | Resultados    | Resultados        | Resultados       | Resultados        | Resultados        | Resultados        | Resultados       | Resultados        | Resultados    | Resultados    | Resultados    | Resultados    |
| Internacional | Internacional | Internacional     | Internacional    | Internacional     | Internacional     | Internacional     | Internacional    | Internacional     | Internacional | Internacional | Internacional | Internacional |
| Evento/Temporada | 2010– 2011    | 2011– 2012        | 2012– 2013       | 2013– 2014        | 2014– 2015        | 2015– 2016        | 2016– 2017       | 2017– 2018        | 2018– 2019    |               |               |               |
| --- | ------------- | ----------------- | ---------------- | ----------------- | ----------------- | ----------------- | ---------------- | ----------------- | ------------- | ------------- | ------------- | ------------- |
| Campeonato Mundial |               |                   |                  |                   | Medalha de bronze | 6.ª               |                  |                   |               |               |               |               |
| Campeonato Europeu |               |                   |                  |                   | Medalha de prata  | Medalha de prata  |                  |                   |               |               |               |               |
| GP Grand Prix Final |               |                   |                  | 4.ª               | Medalha de prata  | Medalha de bronze | 6.ª              |                   |               |               |               |               |
| GP Cup of China |               |                   |                  |                   |                   | Medalha de bronze | Medalha de ouro  | Medalha de bronze |               |               |               |               |
| GP NHK Trophy |               |                   |                  | Medalha de prata  |                   |                   |                  |                   | WD            |               |               |               |
| GP Rostelecom Cup |               |                   |                  |                   |                   | Medalha de ouro   | Medalha de prata | 4.ª               |               |               |               |               |
| GP Skate America |               |                   |                  | Medalha de bronze | Medalha de ouro   |                   |                  |                   | WD            |               |               |               |
| GP Trophée Éric Bompard |               |                   |                  |                   | Medalha de ouro   |                   |                  |                   |               |               |               |               |
| CS Ondrej Nepela Trophy |               |                   |                  |                   |                   |                   |                  | Medalha de bronze |               |               |               |               |
| Nebelhorn Trophy |               |                   |                  | Medalha de ouro   |                   |                   |                  |                   |               |               |               |               |
| Universíada |               |                   |                  |                   |                   |                   | Medalha de ouro  |                   |               |               |               |               |
| Internacional – Júnior |               |                   |                  |                   |                   |                   |                  |                   |               |               |               |               |
| Campeonato Mundial Júnior |               |                   | Medalha de ouro  | Medalha de ouro   |                   |                   |                  |                   |               |               |               |               |
| JGP Final |               |                   | Medalha de ouro  |                   |                   |                   |                  |                   |               |               |               |               |
| JGP JGP Áustria |               |                   | Medalha de ouro  |                   |                   |                   |                  |                   |               |               |               |               |
| JGP JGP França |               |                   | Medalha de ouro  |                   |                   |                   |                  |                   |               |               |               |               |
| Triglav Trophy |               |                   | Medalha de ouro  |                   |                   |                   |                  |                   |               |               |               |               |
| Internacional – Noviço |               |                   |                  |                   |                   |                   |                  |                   |               |               |               |               |
| Triglav Trophy |               | Medalha de ouro   |                  |                   |                   |                   |                  |                   |               |               |               |               |
| Nacional |               |                   |                  |                   |                   |                   |                  |                   |               |               |               |               |
| Campeonato Russo |               | 5.ª               | Medalha de prata | Medalha de bronze | Medalha de ouro   | Medalha de prata  | 5.ª              | 10.ª              |               |               |               |               |
| Campeonato Russo – Júnior | 4.ª           | Medalha de bronze | Medalha de ouro  |                   |                   |                   |                  |                   |               |               |               |               |
| Equipes |               |                   |                  |                   |                   |                   |                  |                   |               |               |               |               |
| Troféu Mundial por Equipes |               |                   |                  |                   | 2T/2P             |                   | 2T/5P            |                   |               |               |               |               |
| Japan Open |               |                   |                  |                   | 1T/1P             |                   |                  |                   |               |               |               |               |
| |               |                   |                  |                   |                   |                   |                  |                   |               |               |               |               |
| Legenda: GP = Grand Prix; CS = Challenger Series; JGP = Grand Prix Júnior; WD = Abandonou; T = Posição da equipe; P = Posição individual; Competição não foi disputada nesta temporada; Competição não fez parte do GP/CS; Competição fez parte do GP/CS |               |                   |                  |                   |                   |                   |                  |                   |               |               |               |               |